# Нгаруроро
Нгаруроро — тече на сході Північного острова Нової Зеландії. Водний потік пролягає загалом 164 кілометри на південний схід від хребтів Кавека, Кайманава та Руахіне, а потім на схід, перш ніж влитися в затоку Гоук приблизно на півдорозі між містами Нейпір і Гастінгс, поблизу міста Клайв (зона водозбору 2000 квадратних кілометрів (770 кв. милі) над впадінням річки Тутаекурі). Близько 40 % водозбірної території займають пасовища, а 55 % — корінні ліси.